# Вольф, Александр Алексеевич
Александр Алексеевич Вольф (род. 16 марта 1993, Актюбинск) — казахстанский футболист, полузащитник.

## Клубная карьера
Воспитанник актюбинского футбола. Футбольную карьеру начинал в 2011 году в составе клуба «Актобе-Жас». 13 апреля 2011 года в матче против клуба «Ордабасы» дебютировал в кубке Казахстана (1:8).
2012 году подписал контракт с клубом «Актобе». 5 апреля 2015 года в матче против клуба «Астана» дебютировал в казахстанской Премьер-лиге (0:0).

## Достижения
«Актобе»
- Бронзовый призёр чемпионата Казахстана: 2015

## Клубная статистика
| Клуб             | Сезон            | Лига | Лига | Кубок | Кубок | Еврокубки | Еврокубки | Суперкубок | Суперкубок | Итого | Итого |
| Клуб             | Сезон            | Игры | Голы | Игры  | Голы  | Игры      | Голы      | Игры       | Голы       | Игры  | Голы  |
| ---------------- | ---------------- | ---- | ---- | ----- | ----- | --------- | --------- | ---------- | ---------- | ----- | ----- |
| Актобе-Жас       | 2011             | 26   | 2    | 1     | 0     | —         | —         | —          | —          | 27    | 2     |
| Актобе-Жас       | Итого            | 26   | 2    | 1     | 0     | —         | —         | —          | —          | 27    | 2     |
| Актобе           | 2012             | 0    | 0    | 3     | 0     | 0         | 0         | —          | —          | 3     | 0     |
| Актобе           | 2013             | 0    | 0    | 0     | 0     | 0         | 0         | —          | —          | 0     | 0     |
| Актобе           | 2014             | 0    | 0    | 0     | 0     | 0         | 0         | 0          | 0          | 0     | 0     |
| Актобе           | 2015             | 2    | 0    | 0     | 0     | 0         | 0         | —          | —          | 2     | 0     |
| Актобе           | Итого            | 2    | 0    | 3     | 0     | 0         | 0         | 0          | 0          | 5     | 0     |
| Всего за карьеру | Всего за карьеру | 28   | 2    | 4     | 0     | 0         | 0         | 0          | 0          | 32    | 2     |